# 산타랠리
산타랠리(Santa Claus rally)는 성탄절 부근을 기점으로 하여 이듬해 초반까지 주가가 상승세를 타는 현상을 가리킨다. 연말이 되면서 보너스 증가로 인한 소비지출이 늘어나고, 이로 인해 기업들의 이윤이 증대되는 것이 주된 이유이다.